# Дражиновићи
Дражиновићи су насеље у Србији у општини Пожега у Златиборском округу. Према попису из 2022. било је 225 становника.

## Демографија
У насељу Дражиновићи живи 291 пунолетни становник, а просечна старост становништва износи 46,1 година (46,3 код мушкараца и 45,8 код жена). У насељу има 112 домаћинстава, а просечан број чланова по домаћинству је 3,14.
Ово насеље је великим делом насељено Србима (према попису из 2002. године), а у последња три пописа, примећен је пад у броју становника.
|  |

| Демографија | Демографија | Демографија |
| Година      | Становника  | Становника  |
| ----------- | ----------- | ----------- |
| 1948.       | 613         |             |
| 1953.       | 613         |             |
| 1961.       | 551         |             |
| 1971.       | 499         |             |
| 1981.       | 459         |             |
| 1991.       | 403         | 403         |
| 2002.       | 352         | 352         |

| Етнички састав према попису из 2002.‍ | Етнички састав према попису из 2002.‍ | Етнички састав према попису из 2002.‍ | Етнички састав према попису из 2002.‍ | Етнички састав према попису из 2002.‍ |
| ------------------------------------ | ------------------------------------ | ------------------------------------ | ------------------------------------ | ------------------------------------ |
|                                      |                                      |                                      |                                      |                                      |
| Срби                                 | Срби                                 |                                      | 347                                  | 98,57%                               |
| Црногорци                            | Црногорци                            |                                      | 1                                    | 0,28%                                |
| непознато                            | непознато                            |                                      | 1                                    | 0,28%                                |

| Година пописа     | 1948. | 1953. | 1961. | 1971. | 1981. | 1991. | 2002. |
| ----------------- | ----- | ----- | ----- | ----- | ----- | ----- | ----- |
| Број домаћинстава | 101   | 108   | 119   | 115   | 125   | 114   | 112   |

| Број чланова      | 1  | 2  | 3  | 4  | 5  | 6  | 7 | 8 | 9 | 10 и више | Просек |
| ----------------- | -- | -- | -- | -- | -- | -- | - | - | - | --------- | ------ |
| Број домаћинстава | 19 | 36 | 15 | 14 | 12 | 12 | 4 | 0 | 0 | 0         | 3,14   |

| Пол    | Укупно | Неожењен/Неудата | Ожењен/Удата | Удовац/Удовица | Разведен/Разведена | Непознато |
| ------ | ------ | ---------------- | ------------ | -------------- | ------------------ | --------- |
| Мушки  | 152    | 33               | 104          | 7              | 6                  | 2         |
| Женски | 146    | 14               | 104          | 26             | 2                  | 0         |
| УКУПНО | 298    | 47               | 208          | 33             | 8                  | 2         |

| Пол    | Укупно                    | Пољопривреда, лов и шумарство | Рибарство                            | Вађење руде и камена | Прерађивачка индустрија       |
| ------ | ------------------------- | ----------------------------- | ------------------------------------ | -------------------- | ----------------------------- |
| Мушки  | 101                       | 68                            | 0                                    | 2                    | 11                            |
| Женски | 58                        | 40                            | 0                                    | 0                    | 7                             |
| УКУПНО | 159                       | 108                           | 0                                    | 2                    | 18                            |
| Пол    | Производња и снабдевање   | Грађевинарство                | Трговина                             | Хотели и ресторани   | Саобраћај, складиштење и везе |
| Мушки  | 0                         | 4                             | 6                                    | 0                    | 5                             |
| Женски | 0                         | 0                             | 3                                    | 0                    | 2                             |
| УКУПНО | 0                         | 4                             | 9                                    | 0                    | 7                             |
| Пол    | Финансијско посредовање   | Некретнине                    | Државна управа и одбрана             | Образовање           | Здравствени и социјални рад   |
| Мушки  | 0                         | 0                             | 2                                    | 1                    | 1                             |
| Женски | 0                         | 0                             | 0                                    | 3                    | 3                             |
| УКУПНО | 0                         | 0                             | 2                                    | 4                    | 4                             |
| Пол    | Остале услужне активности | Приватна домаћинства          | Екстериторијалне организације и тела | Непознато            | Непознато                     |
| Мушки  | 1                         | 0                             | 0                                    | 0                    | 0                             |
| Женски | 0                         | 0                             | 0                                    | 0                    | 0                             |
| УКУПНО | 1                         | 0                             | 0                                    | 0                    | 0                             |